# Laserzlauf
Der seit 1983 jährlich im Jänner stattfindende Laserzlauf ist ein Hochgebirgslauf in den Lienzer Dolomiten. Der in drei Klassen (Renn-, Touren- und Teamklasse) eingeteilte Wettbewerb im Skibergsteigen führt von Lavant über die Karlsbader Hütte zum Kreithof. Läufer die am Austria Skitour Cup teilnehmen müssen in der Rennklasse starten.

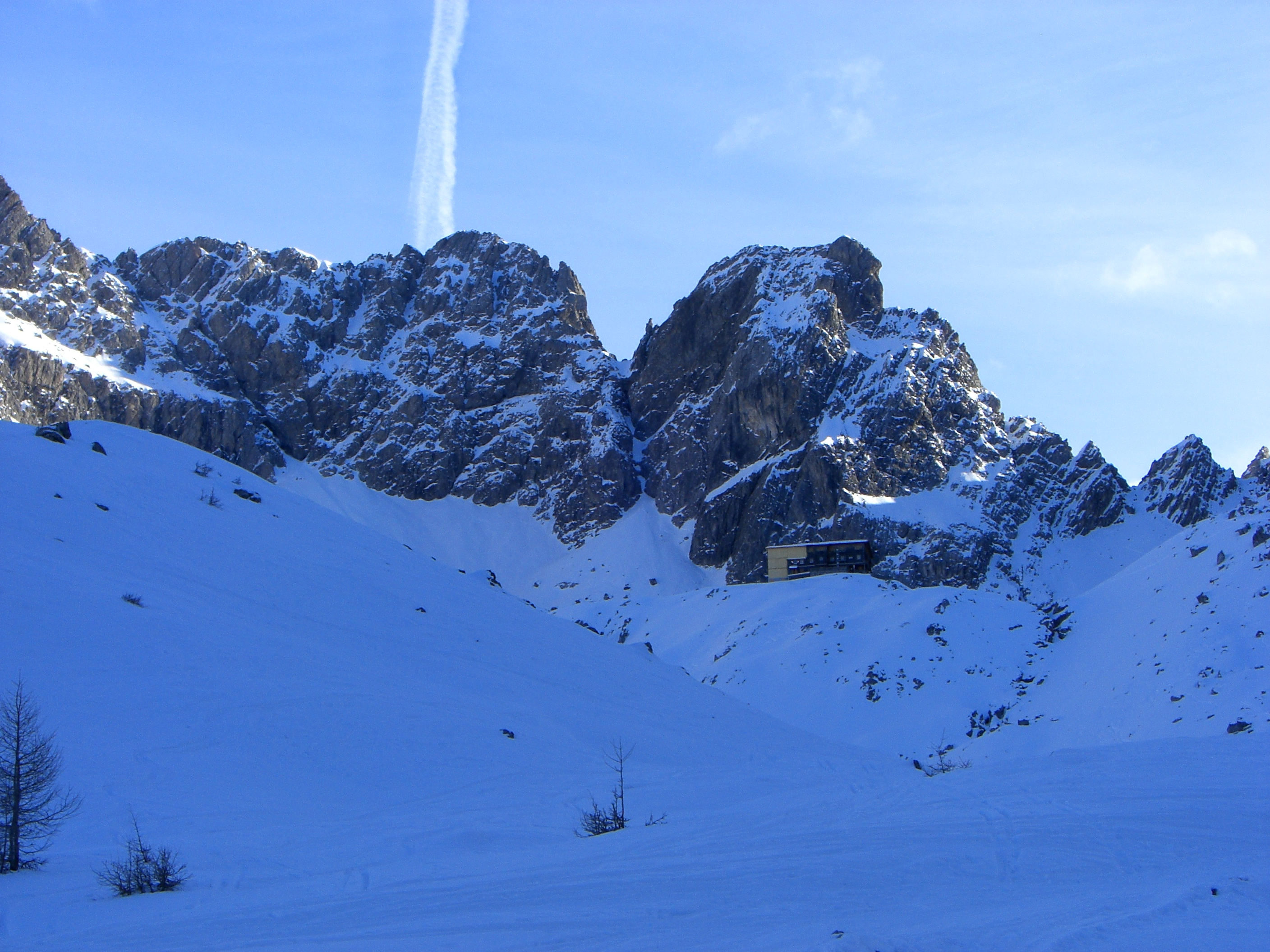
Karlsbaderhütte mit Abfahrtspiste

Beim Jubiläumslauf (25 Jahre) am 6. Jänner 2008 mussten die Rennläufer nach der Abfahrt vom Laserztörl zur Karlsbader Hütte erneut die Felle anlegen und anschließend erneut den Aufstieg zur Ödkarscharte bewältigen. Anschließend nach einer Abfahrt über das Kerschbaumertörl mündete die Strecke in die Originalstrecke. 2012 mussten die Veranstalter den Lauf wegen eines herannahenden Sturmtiefs auf sicheres Gelände verlegen. Die Strecke führte deshalb vom Kreithof über die Dolomitenhütte weiter hinein in den Laserzkessel zur Karlsbader Hütte. Dort war der Wendepunkt, die Abfahrt führte schließlich zurück zur Dolomitenhütte.

## Veranstalter
- Alpine Gesellschaft Alpenraute Lienz

## Streckenführung

### Originalstrecke
- Start: Lavanter Forche (670 m), Massenstart
- Aufstieg zum Laserztörl (2497 m)
- Abfahrt über Karlsbader Hütte im Bachbett bis zur Dolomittenhütte, von dort über die Skipiste zum Kreithof
- Ziel: Kreithof (1048 m)

### Streckendaten
- 1827 Höhenmeter
- 7,4 km Aufstieg
- 9,7 km Abfahrt

### Strecke für Rennklasse
- Start: Lavanter Forche (670 m), Massenstart
- Aufstieg zum Laserztörl (2497 m)
- Abfahrt über Karlsbader Hütte
- Aufstieg: über Ödkarscharte (2596 m)
- Abfahrt: über Kerschnbaumertörl (2285 m) danach weitere Abfahrt über die Originalstrecke

### Streckendaten
- 2163 Höhenmeter

## Trivia
Seit dem ersten Laserzlaufe 1983 ließen es sich vier Teilnehmer nicht nehmen, auch bei allen anderen Läufen teilzunehmen. Um das 25. Jubiläum zu feiern, starteten diese mit alter Ausrüstung und absolvierten diesen.